# Solage
Solage (ca. 1340 - ca. 1400) was een Franse componist van de late 14e eeuw.
Hij werkte voor hertog Jan van Berry. Er zijn tien stukken van hem in het Chantilly-manuscript te vinden. Hij schreef deels in een stijl die aan Machault doet denken, deels ook in de extreme, soms bizarre stijl van de Ars subtilior van het pauselijk hof te Avignon. Vooral zijn stuk Fumeux fume voor drie lage stemmen is beroemd. Het bevat bijzonder veel ficta waardoor het erg chromatisch, haast atonaal klinkt.
Fumeux fume par fumeeⓘ
in .oggⓘ
- Bibliothèque nationale de France: cb13925225n (data)
- Gemeinsame Normdatei: 124378773
- International Standard Name Identifier: 0000 0000 0289 4600
- Library of Congress Control Number: n89669551
- MusicBrainz: 38699130-b3ad-46d6-b0a6-0f6306a4bfd5
- Nationale Bibliotheek van Israël: 987007360016505171
- Système universitaire de documentation: 156530619
- Virtual International Authority File: 285685719
- WorldCat: E39PCjCxRD8wP3DYKJ97h3dytX